# Parque natural nacional de Yavorivski
El Parque nacional de Yavorivski se encuentra en el  Roztocze ucraniano, una de las regiones geográficas más interesantes de Ucrania Occidental, en el óblast de Leópolis, en el raión de Yavoriv. El Roztocze es una sucesión de colinas en el centro este de Polonia y el oeste de Ucrania de unos 180 km de longitud y unos 14 km de anchura. La parte ucraniana es una estrecha cadena de colinas de unos 25 km de anchura y 75 km de largo, que se eleva abruptamente al norte de la Polesia inferior. En la parte sudeste de la misma se originan ríos pertenecientes a las cuencas de dos mares: el Negro y el Báltico.

## Historia
El parque fue establecido el 4 de julio de 1998 por el presidente de Ucrania sobre la base del Parque Paisajístico Regional Yavorivskyi (que existía aquí desde 1996 en un área de 4190 hectáreas ) y las áreas circundantes de empresas militares y forestales. El área total del parque nacional es de 7.108 hectáreas, de las cuales 2.915 ha  se destinaron al parque para uso permanente y 4.193 ha (41,93 km²) se incorporaron a su estructura sin remoción de la tierra. 

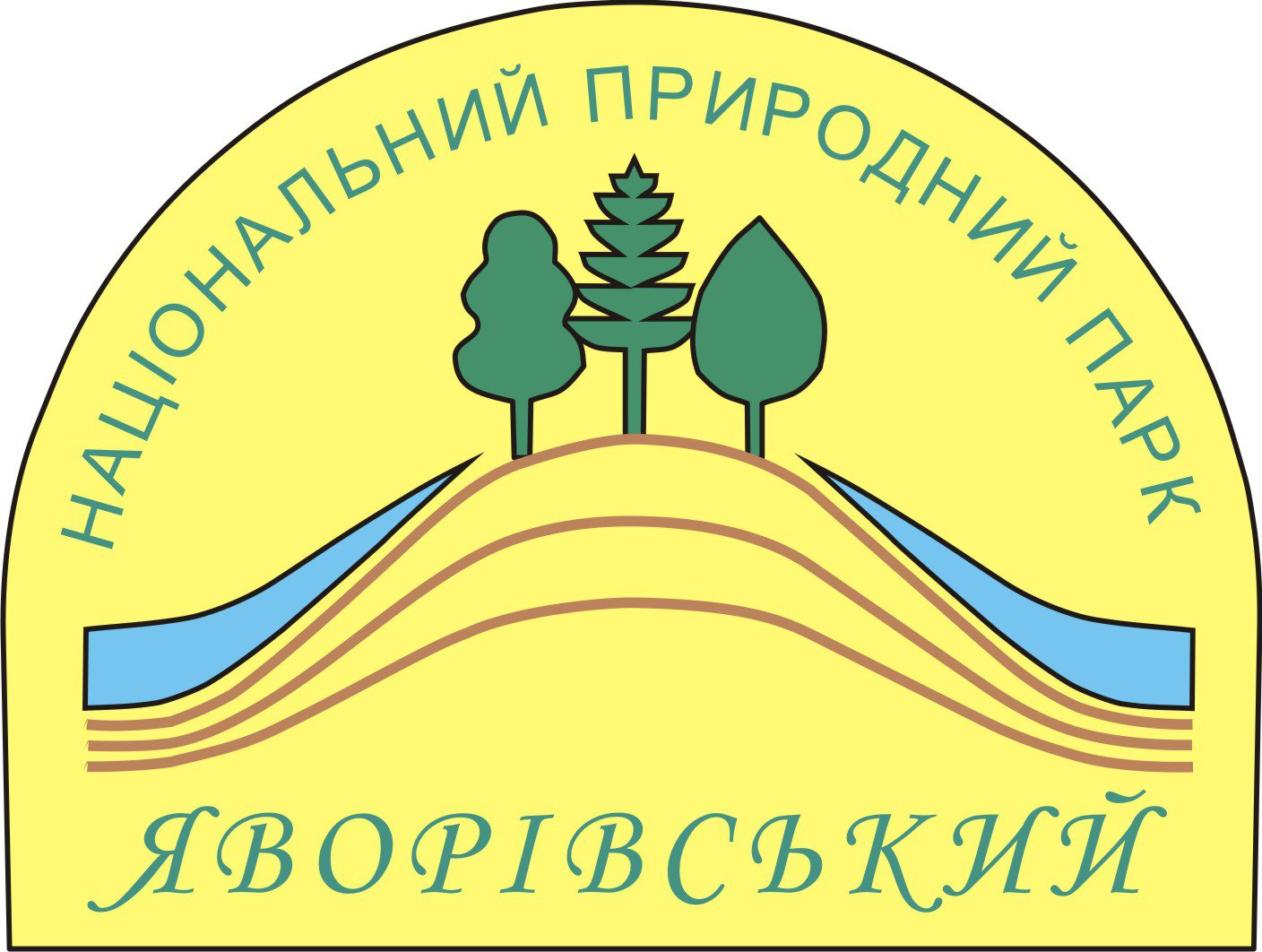
Logotipo de parque

## Clima
El clima de la zona es típico de Roztocze, que se encuentra en la zona límite de influencia de las corrientes de aire atlántico del oeste y continental del este, moderadamente húmedo. La precipitación media anual es de 700 mm  y la temperatura media de 7,5 °C. La mayor cantidad de lluvia se produce en junio y julio, y la más baja, en enero y febrero. El mes más cálido es julio  con 17,7 °C de media, y el más frío  es enero, con −4,2 °C de media. Las fluctuaciones anuales de temperatura son pequeñas y alcanzan los 21,9 °C.

## Geografía
El parque nacional de Yavorivskyi en la zona de Roztocze se caracteriza por su elevada cobertura forestal. Los bosques más comunes son de carpe y roble, de pino y roble, y de pino, y, en las depresiones, de aliso. Los bosques de hayas crecen cerca del borde oriental de la cordillera y están confinados al paisaje montañoso. Hay interesantes bosquetes supervivientes de piceas, abetos y sicómoros, que permanecieron en el límite nororiental de su área de distribución. Quedan relictos de hayedos y pinares del holoceno medio. La vegetación herbácea ocupa una superficie mucho menor y está formada por prados naturales y zonas de antiguos pastos y asentamientos, así como a lo largo de ríos y canales. Debido a las condiciones naturales favorables, el parque nacional también tiene un potencial recreativo considerable y es un destino turístico interesante..